# 黃勃睿
黃勃睿（1997年7月2日—）為台灣的棒球選手之一，為一名投手，目前效力於中華職棒，與台鋼雄鷹簽約成為自主培訓的選手，後於2023年11月1日轉為正式球員。

## 生平
他的父親是青棒教頭黃文生。黃勃睿曾連續3年挑戰中華職業棒球大聯盟選秀失利。

## 外部連結
- 黃勃睿在台灣棒球維基館上的頁面（繁體中文）
- 黃勃睿在中華職棒官網